# Браминский сыч
Браминский сыч (лат. Athene brama) — хищная птица рода сычей семейства совиных. Выделяют пять подвидов. Одна из широко распространённых птиц Южной Азии, встречающаяся вблизи человеческого жилья (даже в больших городах). Ареал этого сыча весьма велик и охватывает не только Южную, но и часть Юго-Восточной Азии и Ирана, причём на всей этой территории браминский сыч многочислен и находится вне опасности.
Антропогенный фактор в целом благотворно сказывается на численности популяции этой птицы. Браминский сыч вблизи человеческого жилья находит лучшую кормовую базу, а также находится в относительной безопасности от естественных врагов.

## Внешний вид
Браминский сыч — типичный представитель рода Athene и, как и другие сычи, имеет относительно небольшие размеры по сравнению с остальными совами, достигает длины 19—21 см и массы 110—115. Длина крыла 13,4—17,1 см, хвоста 6,5—9,3 см.
Половой диморфизм не выражен. Лицевой диск кремово-бурого цвета с коричневыми концентрическими линиями и беловатым ободком. Макушка и бока головы землисто-коричневого цвета, испещрены белыми пятнами. Сильно изогнутые брови белого цвета, сходятся над клювом. Верхняя часть тела серовато-коричневая с разбросанными белыми пятнами. Маховые перья и кроющие перья крыла пёстрые или пятнисто-белые. Короткий хвост с узкими белыми полосками и без заметного белого кончика. Подбородок, горло и бока шеи беловато-бурого или кремового цвета. Грудь кремово-белая с короткими тёмно-серыми или коричневатыми полосами; широкий белый «воротник» проходит вокруг шеи. Остальная часть нижней части тела беловато-кремовая, с коричневой чешуйчатой каймой. Ноги длинные и тонкие, с короткими перьями у основания пальцев. Радужная оболочка золотисто-жёлтая; восковица зеленоватая; клюв зеленовато-роговой, более жёлтый на надклювье; пальцы желтовато-зелёные.

## Вокализация
Вокализация представлена смесью резких визгов, болтовни и смешков В сезон размножения позывка представлена одиночным «chiurrr chiurrr chiurrr», или перемежающимся с «cheevah cheevah cheevah…», иногда слышны нестройные дуэты. Территориальный крик представлен жалобным двойным свистом «plew plew». Позывка вне брачного сезона звучит как «chevak-vak-cheevak-vak-vak-vak…», раздельно или перемежается с «chev-vuv-vuv-chev-vuv-vuv…» и «sev-sev-sev…», крик агрессии звучит как обычная позывка, но более высоким тоном; при опасности издаёт громкий визг.

## Таксономия и этимология
Браминский сыч был описан в 1821 году нидерландским зоологом Конрадом Темминком под биноменом Strix brama. Видовое название brama дано в честь одного из верховных богов индуизма Брахмы (Брамы)..
В русскоязычной литературе иногда он упоминается как южноазиатский сыч.

## Ареал и места обитания
Браминский сыч распространён во всей Южной Азии — практически на всей территории Индии, Пакистана, Бангладеш, Непала, — а также в западной части Юго-Восточной Азии. Его нет на Шри-Ланке, хотя в Индии он встречается на берегу Полкского пролива, в непосредственной близости от этого острова. Ареал этого сыча также захватывает крайний юго-восток Ирана и прилегающие районы Афганистана. Общая площадь ареала составляет около 10 млн кв. км; по этой территории птица распространена довольно равномерно.
Типичный биотоп птицы — редколесье и заросшие кустарником пустоши. Браминский сыч предпочитает открытые места, в том числе и полупустыни и даже некоторые участки пустынь, однако желательно с наличием деревьев или скал, необходимых для гнездования. Участков густого леса избегает. В горах встречается на высоте до 1400 м над уровнем моря. Часто селится вблизи жилья человека, при этом в Индии и Пакистане считается синантропной птицей. Этот сыч — обычный обитатель парков и пустырей даже в таких крупных городах, как Дели или Калькутта. В населённых пунктах он встречается в большом количестве, чаще всего гнездится в дуплах деревьев, но также не избегает и построек, в том числе устраивая гнёзда в полостях стен больших зданий. Показательно, что пакистанские учёные из Фейсалабадского университета изучали сычей непосредственно на территории университетского городка. Крик этого сыча — один из типичнейших ночных звуков сельской местности в Индии.

## Подвиды
Выделяют пять подвидов:
- Athene brama brama (Temminck, 1821) — номинативный подвид. Юг Индии
- Athene brama indica  (Frankllin, 1831) — от Ирана до севера и центра Индии, Бутан и Бангладеш
- Athene brama mayri  Deignan, 1941 — север и восток Мьянмы, Таиланд, южный Лаос, Камбоджа и южный Вьетнам
- Athene brama pulchra  Hume, 1873 — юг Мьянмы и юг Китая
- Athene brama ultra  Ripley, 1948 — Ассам (северо-восток Индии)

Основное различие между подвидами состоит в общем фоне окраски, птицы из южных частей ареала, как правило, намного темнее и менее пятнистые.

## Образ жизни

### Поведение
Несмотря на то, что браминский сыч — одна из наиболее часто встречаемых птиц Южной Азии, обитающая по соседству с людьми, до последнего времени его биология оставалась изученной достаточно слабо. Так, в 1983 году во втором издании «Путеводителя по птицам Индии и Пакистана» индийский орнитолог Салим Али и американец Сидни Рипли подчёркивали, что образ жизни и питание сыча почти не исследованы. Ситуация, однако, изменилась к лучшему в 1990—2000-е годы, когда изучением этих птиц занялись несколько групп индийских и пакистанских специалистов.
Браминский сыч ведёт в основном сумеречный и ночной образ жизни, но иногда его можно увидеть и днем. Обычно появляется перед наступлением сумерек и с восходом солнца прячется в укрытие в дупле дерева или в густой листве на ветке, где птицы собираются парами или небольшими семейными группами. В сумерках садится на столбы забора, телеграфные провода или другие наблюдательные пункты, чтобы высматривать добычу; часто вблизи уличных фонарей. Полёт волнообразный, как и у всех маленьких сов, состоящий из нескольких быстрых взмахов, за которыми следует падение с закрытыми крыльями, затем снова подъем с быстрым трепетанием крыльев.

### Места гнездования
Браминский сыч  выбирает для гнездования разнообразные отверстия и полости, как естественного происхождения (дупла, расщелины в скалах и т. д.), так и самые разнообразные искусственные сооружения. Из 41 места гнездования, изученного в ходе одного из исследований, 23 использовались только для насиживания яиц, остальные 18 — как для насиживания, так и для ночёвки. Устраивая собственное гнездо, сыч нередко занимает гнёзда, сооружённые другими птицами, как например индийскими скворцами-майнами, либо пользуется материалом их гнёзд. Браминские сычи также охотно занимают искусственные гнездовья типа скворечников, однако никогда не выдалбливают отверстия или норы самостоятельно.
По данным, полученным в результате изучения 292 гнёзд сычей в индийском штате Тамилнад, подавляющее большинство — 229 — находилось в дуплах деревьев, 43 в человеческих постройках, 12 в искусственных гнёздах-дуплянках и 8 в заброшенных неиспользуемых колодцах (колодцы хорошо подходят для гнездования сычей, поскольку в их стенках всегда много отверстий от бамбуковых кольев, которые используются для ночёвки). Сычи охотно гнездятся в земляных отверстиях обрывов и высоких берегов рек, при этом нередко занимают свежие норы зимородков и бандикутовых крыс. При этом сычам необходим достаточно большой размер входного отверстия, желательно 10-15 см, и по этой причине птицы не селятся в норах мелких птиц, таких как щурок. Из пород деревьев предпочтение отдаётся фикусу бенгальскому. Большое разнообразие мест, в которых находили гнёзда, свидетельствует о высокой адаптивной способности этой птицы.

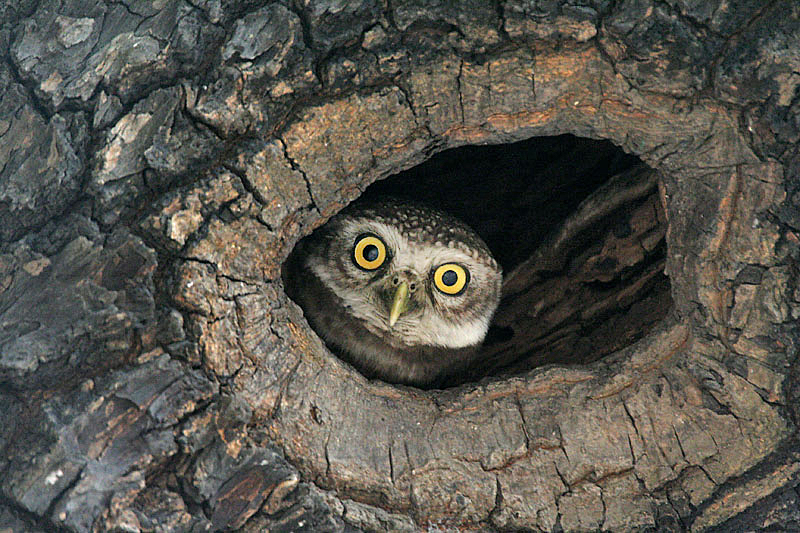
Браминский сыч в дупле, Калькутта

Сычи занимают только те дупла и норы, которые вертикально уходят вниз. Глубина дупла может быть весьма значительной — в отдельных случаях отмечались дупла, уходившие вниз от отверстия до 60 см, а в случае земляной норы до 45 см. Однако это не мешает птенцам легко карабкаться к летку. В дождливое время года бывает, что норы с гнёздами сычей, расположенные в береговых откосах, затапливаются.
Сыч сооружает в дупле гнездо из самого разнообразного материала, либо пользуется уже готовым гнездом прежнего владельца. Гнездо сыча неряшливо и весьма неопрятно, оно содержит множество погадок, остатков съеденных птицей животных — надкрылья жуков, раковины моллюсков, кости мелких зверьков и ящериц и т. д. Содержимое одного небольшого скворечника (22×22×25 см с летком диаметром 5,6 см), который сычи занимали в течение 9 месяцев, весило в общей сложности 190 г.; среди материала было очень много подобных органических остатков. Кроме того, в этом скворечнике было обнаружено большое количество земли, в которой, однако, не нашли ни червей, ни паразитов; однако живых насекомых в гнезде было достаточно много. Место вокруг гнезда обычно засорено погадками, по которым его обычно и обнаруживают орнитологи. Тем не менее, сыч довольно чистоплотен и в дождь (как, впрочем, и большинство других сов) любит купаться, подставляя дождю раскинутые крылья.
Сычи вылетают из дупла, в котором провели день, на кормёжку в поздних сумерках, когда большинство дневных птиц, обитающие на той же территории (во́роны, майны и ожереловые попугаи) уже устраиваются на ночёвку. Перед вылетом они проводят несколько минут возле дупла, чистят перья клювом и расправлют крылья частыми взмахами, а затем отправляются на охоту, издавая перед взлётом характерный крик, обозначающий, что данная территория занята. Кроме того, сычи перед полётом иногда издают и обычный крик, более характерный для кормёжки.

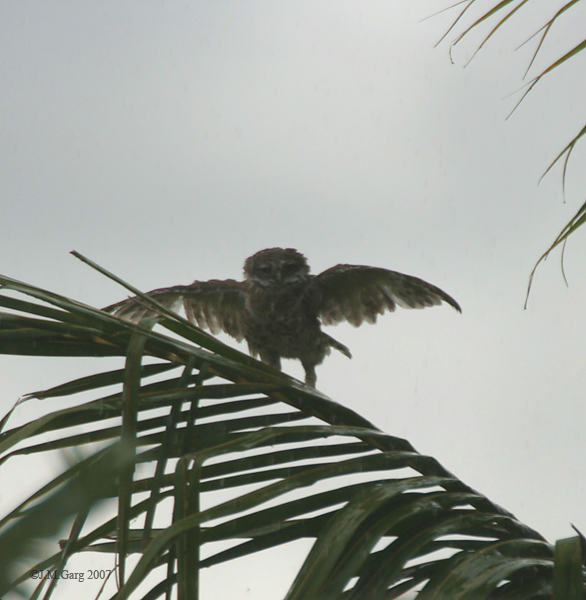
Купание сыча под дождём (Калькутта)

### Питание
Браминский сыч — хищник, активный в тёмное время суток. Молодые птицы питаются главным образом насекомыми, взрослые поедают всех мелких животных, с которыми в состоянии справиться. Так, изучение индийскими учёными погадок одного сыча показало, что данная птица в течение короткого времени съела большое число разнообразных насекомых (жуков, тараканов, стрекозу), а также домовую мышь, жабу, летучую мышь и слепозмейку. При этом для исследователей осталось неясным, как сычу удалось поймать летучую мышь. Находки остатков жаб в гнёздах сычей (в одном случае были идентифицированы остатки до 10 жаб) также представляют определённую загадку, поскольку хищники вообще редко трогают этих земноводных из-за их ядовитых кожных желёз. Кроме того, более ранние источники 1980-х годов ничего не говорили о роли жаб в питании сыча, лишь вскользь упоминая о поедании лягушек.
Выбор кормов во многом зависит от мест обитания конкретной особи. В пустынных районах основу питания составляют мелкие грызуны. Употребляют в пищу также разнообразных мелких птиц и ящериц. При этом насекомые обычно составляют очень существенную, часто основную, долю рациона. У сычей, исследованных в Пакистане в районе Фейсалабада, насекомые (среди которых превалировали жуки и прямокрылые) составили 47 % рациона, мелкие млекопитающие — 28 % (5 видов грызунов — мыши, крысы и гололапые песчанки), птицы 12 % и пресмыкающиеся 2 %. Среди грызунов наибольшей популярностью пользовались 2 вида — крыса Millardia meltada из рода мягкошёрстных крыс и домовая мышь. Сыч также охотится на скорпионов и моллюсков. Наконец, сычи нередко кормятся зелёными частями некоторых растений (11 % в составе погадок), что, возможно, необходимо им для лучшего переваривания животной пищи, как это бывает у некоторых других сов.
Сыч выслеживает добычу обычно сидя на каком-нибудь возвышении и осматривая окрестности (подобное поведение также характерно и для другого индийского сыча — лесного). В населённых пунктах его излюбленным охотничьим насестом служат фонарные столбы высотой 5—10 м. Согласно пакистанским наблюдениям, сыч в среднем проводит в засаде около 63 % времени, отведённого на охоту. Особое предпочтение птиц к фонарям и близлежащим проводам объясняется тем, что их свет привлекает многочисленных насекомых, на которых в первую очередь и охотятся хищники. Заметив добычу сыч, караулящий на возвышении, быстро пикирует на неё. Насекомых (тараканов, сверчков, кузнечиков) сычи хватают как на земле, так и в воздухе, когтями либо клювом.

### Размножение

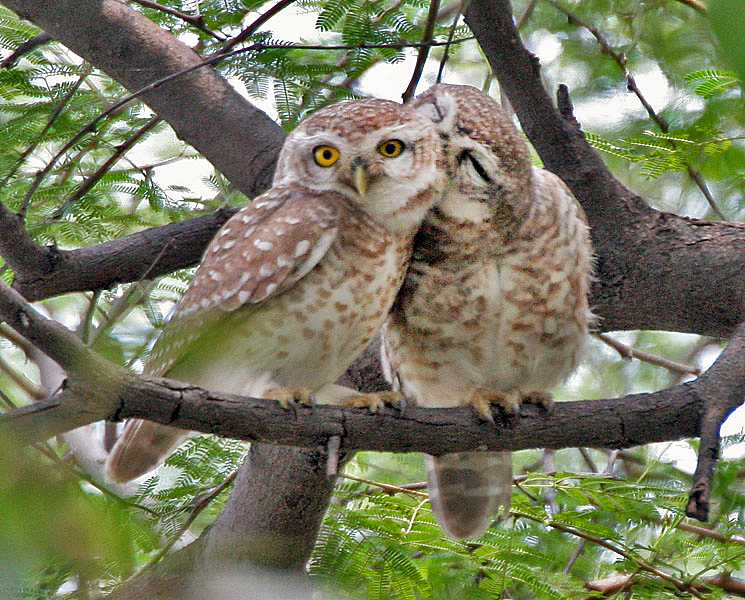
Пара сычей в период спаривания (национальный парк Кеоладео, Индия, штат Раджастхан)

Размножение обычно происходит в феврале-апреле в северных частях ареала и в ноябре-марте — в южных. В период спаривания птицы очень активны, часто летают даже днём, часто кричат. Ритуал ухаживания включает взаимное кормление, взаимное поглаживание и пощипывание клювом. Среди самок в этот период наблюдается имитация спаривания друг с другом, что может быть вызвано отсутствием самца.
Самка откладывает обычно 3, изредка до 5 чисто белых яиц почти круглой формы (в среднем размером 32,2 на 27,1 мм) и весом 11—12 г. Насиживание, по всей видимости, продолжается 28—33 дня (согласно другому источнику 29—34 дня), однако этот вопрос требует дополнительного исследования. В одном из случаев сычи заняли скворечник, в котором до этого жили майны, так что сычи воспользовались уже готовым гнездовым материалом. Сычи появились в скворечнике 27 марта, а во время осмотра 16 апреля в нём были уже 2 опушённых, но ещё слепых птенца и одно треснувшее яйцо. 22 апреля учёные вскрыли это яйцо, обнаружив в нём полностью сформировавшегося птенца.
Как и у большинства других сов, самка браминского сыча начинает насиживание с момента откладки первого яйца, что приводит к значительному различию в размере птенцов; до оперения доживает обычно лишь 1—2 птенца из всего выводка. Оперившиеся молодые сычи ещё около 3 недель остаются с родителями.
Выводковое гнездо сыча довольно легко обнаружить, поскольку птицы днём сидят обычно совсем недалеко от него, а будучи встревожены, ведут себя очень шумно. Как самка, так и самец принимают участие в выращивании потомства, попеременно высиживая яйца и выкармливая выводок.

## Состояние популяции

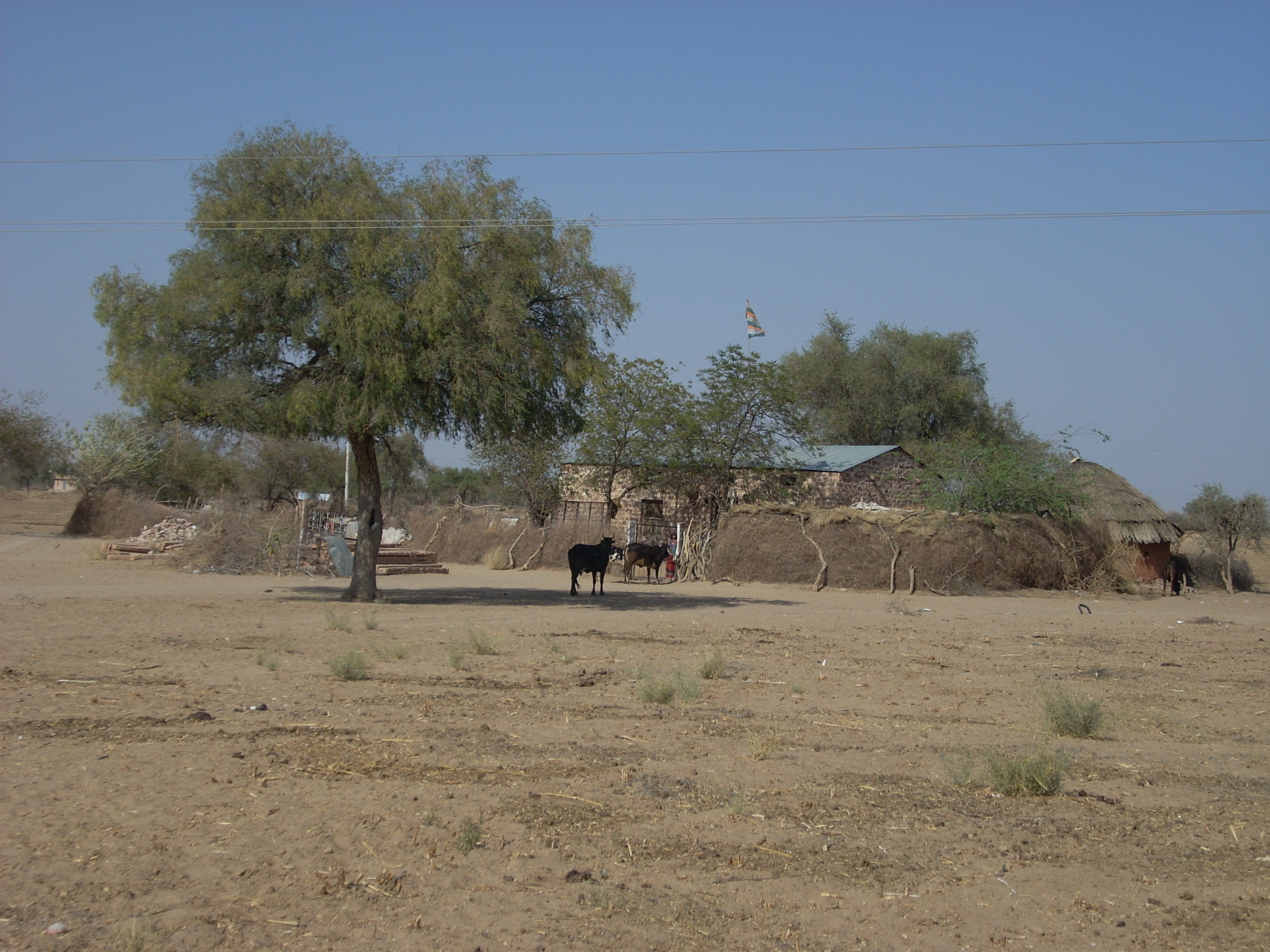
Оптимальные места обитания браминского сыча — открытый сельский ландшафт, с обилием деревьев и столбов для насеста (деревня в индийском штате Раджастхан)

### Численность
Браминский сыч весьма многочислен практически на всей территории ареала и, хотя точный учёт не проводился, очевидно находится вне какой-либо опасности вымирания. В Пакистане браминский сыч — самая многочисленная из сов, в Индии это наиболее известная населению сова, а местами (например, в районе Бангалора) вообще самая многочисленная из ночных птиц. В природном парке Паттика в контролируемой Пакистаном части Кашмира браминские сычи составляют 0,82 % от общего поголовья птиц.
Местами он встречается в огромном количестве, попадаясь в тихих, пустынных районах городов через каждые несколько десятков метров на столбах или деревьях. В городах он, как правило, почти не боится человека, подпуская его на близкое расстояние, и живёт часто в непосредственной близости от человеческих жилищ. О распространённости сыча в антропогенном биотопе говорит, например, то, что из 7 скворечников, установленных индийскими исследователями в городке Пенджабского сельскохозяйственного университета в г. Лудхияна, птицами оказались заняты два, причём один из них — браминскими сычами.

### Естественные враги
Как для взрослых сычей, так и особенно для яиц и птенцов значительную угрозу представляют обезьяны и кошки, однако близость гнездовий к человеческому жилью и, в частности, проживание непосредственно в постройках, снижает опасность со стороны многих естественных врагов. Это же касается и опасности, которой сыч подвергается в дневное время со стороны сильных и агрессивных птиц, таких, как блестящие во́роны, занимающие в Южной Азии ту же экологическую нишу, что серая ворона в Европе. Во́роны стаями нападают на сычей, сидящих на ветвях и могут забить их до смерти, но не рискуют активно атаковать их возле жилых построек. Змеи, очень опасные для выводков сыча, также реже встречаются близ человека.
Сычи сильно подвержены паразитарным инвазиям, от которых особенно страдают птенцы в гнёздах. Паразиты называются в качестве одной из важнейших причин птенцовой смертности. Не последнюю роль здесь играют грязь и антисанитария, царящие в гнёздах сычей. В ходе исследований описывались птенцы, покрытые личинками мух, которые вывелись в разлагающихся остатках еды, чего никогда не было зарегистрировано в гнёздах других индийских птиц-дуплогнездников.

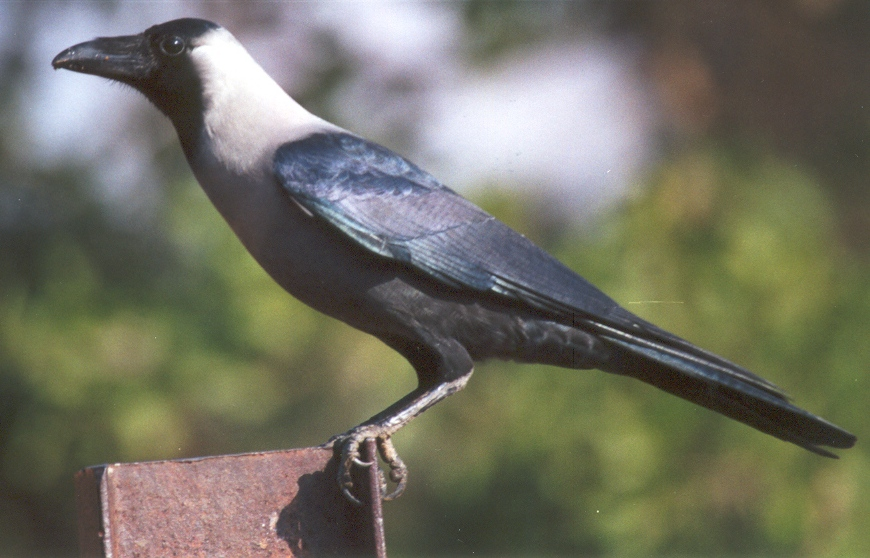
Блестящий ворон (Corvus splendens) — опасная для сыча птица

### Угроза со стороны человека
Из непосредственных угроз со стороны человека можно назвать в первую очередь отлов сычей в Индии (наряду со многими другими представителями фауны) в целях торговли частями их тела в качестве амулетов и предметов для магических обрядов — как живые совы, так и их черепа, перья, ушные кисточки, яичная скорлупа и др. традиционно используются колдунами. Этот оборот, происходящий, разумеется, незаконно, основан на стойком суеверии большой части населения. Он приобрёл такой масштаб, что привлёк внимание правительства страны. Нелегальная торговля совами, связанная с суеверием, охватывает 13-15 видов, при этом браминские сычи составляют более половины оборота, хотя не принадлежат к наиболее ценным для колдунов видам. Особенно ценятся браминские сычи в колдовских обрядах различных исконных племён и народов Индии (т. н. адиваси), например гондов и мунда. Пик торговли браминскими сычами приходится на время крупных североиндийских праздников дивали и холи. Кроме того, бывают случаи, когда люди убивают сычей из суеверного страха.
Не столь явное, но тем не менее серьёзное негативное влияние оказывает застройка пустырей и, в целом, обустройство городских ландшафтов стран региона, в связи с чем сыч всё реже встречается в густо застроенной части населённых пунктов. Отрицательную роль играет вырубка больших дуплистых деревьев, особенно пород, любимых сычами, а также сведение небольших участков леса, остающихся в сельскохозяйственных угодьях, в связи с чем раздаются призывы сохранять такие лесные участки.
Тем не менее, в целом антропогенный фактор практически не сказывается на численности сыча, а часто, наоборот, благоприятно влияет на неё. Сычи даже более охотно гнездятся вблизи жилых кварталов, потому что там обычно больше мышевидных грызунов и насекомых. Показательно, что доля грызунов в рационе сычей, живущих в населённых пунктах, значительно выше, чем у обитающих вдали от жилья. В целом, плотно заселённую индийскую сельскую местность следует считать наиболее подходящим биотопом браминского сыча, сочетающим основные необходимые для его успешного существования факторы — отличная кормовая база (большое количество мышей и насекомых), множество удобных мест для гнездования, отсутствие врагов, а также источники света, привлекающие насекомых. Выживаемость птенцов у сычей вблизи человека по этим причинам повышается примерно в полтора раза.

### Браминский сыч в культуре
Во многих районах Индии, Пакистана и Бангладеш образ браминского сыча считается негативным — эта птица ассоциируется с плохим предзнаменованием, с её криком также связан ряд плохих примет и суеверий. В языках хинди и урду довольно распространено ругательство «сын совы» (урду الو کا پٹھا‎, хинди उललू का पठा), которое в английской транскрипции передаётся как ullu ka patha), причём в данном случае подразумевается именно браминский сыч (урду الو‎, хинди उललू), видимо, как наиболее известная населению сова.

## Фотогалерея

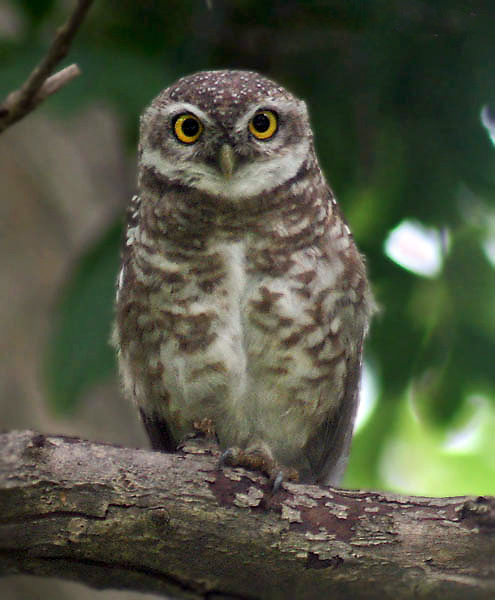
Браминский сыч, Калькутта
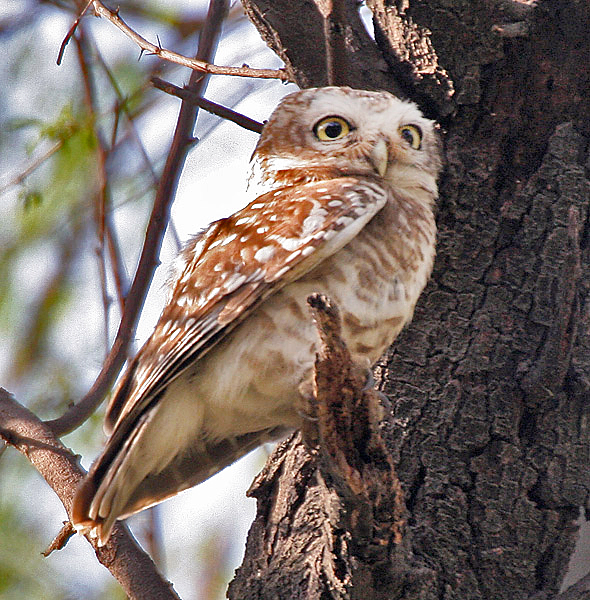
Сыч в Бхаратпуре (Индия, штат Раджастхан)
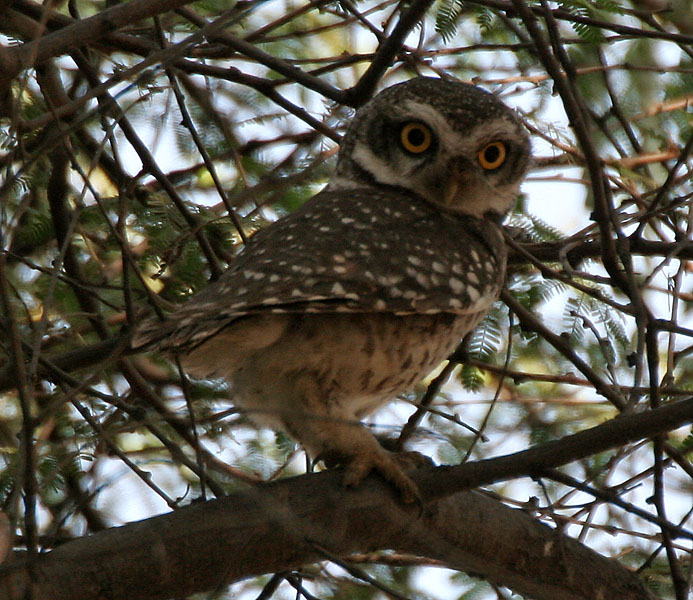
Сыч в районе Хайдарабада (Индия)
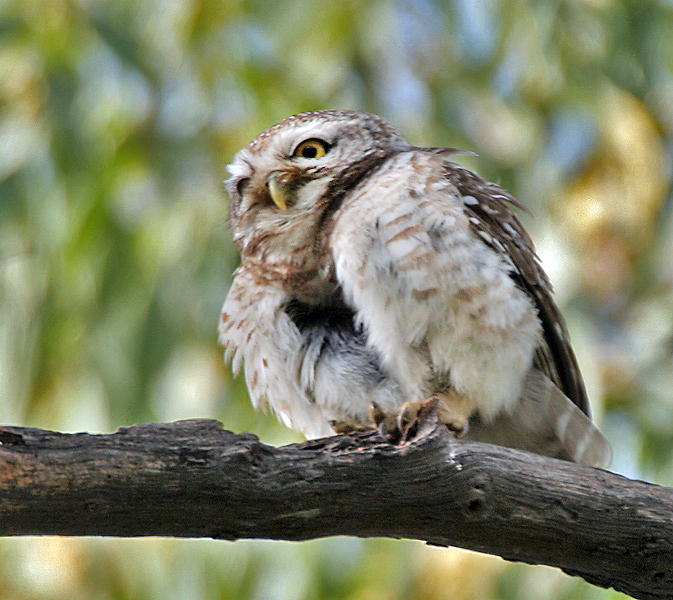
Сыч, чистящий перья (заповедник Кеоладео)